# أندريه وماغدا تروكمي

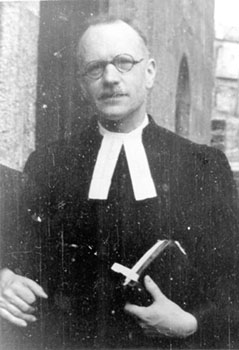
أندريه تروكمي

أندريه تروكمي (7 أبريل 1901، سان كوينتن إن تورمونت -5 يونيو 1971، جنيف) وزوجته ماغدا (غريلي دي كورتونا قبل الزواج، 2 نوفمبر 1901، فلورنسا، إيطاليا -10 أكتوبر 1996، باريس)، هما زوجان فرنسيان من الصالحين بين الأمم. عمل أندريه لمدة 15 عامًا قسًّا في بلدة لو شامبون سور لينيون الفرنسية على هضبة فيفاريس لينون جنوب وسط فرنسا. أُرسل إلى هذه الأبرشية النائية إلى حد ما بسبب مواقفه السلامية التي لم تستقبلها الكنيسة البروتستانتية الفرنسية برحابة صدر. ناهض أندريه في خطبه التفرقة وعدم المساواة بالتزامن مع تزايد نفوذ النازيين في ألمانيا المجاورة، وحثّ جماعته من الهوغونوتيين البروتستانت على إيواء اللاجئين اليهود وإخفائهم من الهولوكوست في الحرب العالمية الثانية.

## سيرتهما
تزوج أندريه وماغدا عام 1926، وأنجبا أربعة أطفال: نيللي، وجان بيير، وجاك، ودانيال. في عام 1938، أنشأ كل من القسّ أندريه تروكمي والموقر إدوارد ثيس كلية ليسيه سيفنول الدولية في لو شامبون سور لينيون، والتي هدفت بصورة أولية إلى إعداد شباب البلاد المحليين لدخول الجامعة. استقبلت الكلية أيضًا بالتزامن مع وصول اللاجئين كثيرًا من الشباب اليهودي اللاجئ ممن رغبوا في مواصلة تعليمهم الثانوي.
تزايدت أهمية مقاومة النازيين مع سقوط فرنسا أمام ألمانيا النازية. مُشاركًا القس السابق تشارلز غيلون في أفكاره ومعتقداته، انخرط أندريه وماغدا تروكمي في شبكة واسعة نظّمت عمليات إنقاذ اليهود الفارين من الترحيل الذي قام به النازيون تنفيذًا للحل الأخير. بعد قيام فرنسا الفيشية في أثناء الاحتلال، شجع تروكمي ووزراء المنطقة الآخرون الذين خدموا في أبرشيات أخرى طوائفهم على حماية «أهل الكتاب المقدس» وعلى أن تكون مدنهم «ملجأ». كان تروكمي عاملًا مساعدًا أثمرت جهوده في تحول لو شامبون والقرى المحيطة إلى ملاذ مثالي في فرنسا التي احتلها النازيون. ساعد تروكمي وأعضاء كنيسته مدينتهم على تطوير أساليب لمقاومة القوة المهيمنة التي واجهوها. أسسوا معاً أول بيت من عدة «بيوت آمنة» حيث احتمى اللاجئون اليهود وغيرهم من الساعين إلى الهرب من النازيين. تلقت هذه المنازل مساعدات من جمعية الأصدقاء الدينية، وجيش الخلاص، والكنيسة الأبرشانية الأمريكية، وحركة زمالة الوفاق السلمية، والمجموعات المسكونية اليهودية والمسيحية، والمنظمة الطلابية البروتستانتية الفرنسية المسماة سيماد والإعانة السويسرية للأطفال، بهدف إيواء اللاجئين الفارين وشراء الإمدادات الغذائية لهم. استطاع العديد من اللاجئين الفرار إلى سويسرا بعد إنشاء شبكة سكك حديدية تحت الأرض.
بمساعدة العديد من الأشخاص المتفانين، عُثر على عدة عائلات تبرعت باستيعاب اللاجئين اليهود. أبلغ أفراد المجتمع محطة السكك الحديدية لجمع اللاجئين الوافدين، وجُهزت مدارس البلدة لاستيعاب الأطفال الجدد، الذين غالبًا ما دخلوا المدارس بأسماء مزيفة. استقبلت العديد من العائلات القروية وغيرها من أسر المزارع أطفالًا أُرسل أهاليهم إلى معسكرات الاعتقال في ألمانيا. رفض تروكمي الوصف الذي قدمته السلطة، إذ قال في رده على طلب السلطات الفيشية تقديم لائحة بأسماء اليهود الموجودين في البلدة: «لا نعرف من هو اليهودي. نحن نعرف البشر فقط». أشارت التقديرات عند انتهاء الحرب العالمية الثانية في أوروبا بين عامي 1940 و1945 إلى مساهمة كل من قرية لو شامبون الصغيرة والمجتمعات القابعة على الهضبة المجاورة في إنقاذ نحو 3500 لاجئ يهودي بمن فيهم العديد من الأطفال، بسبب رفض السكان الانصياع لما اعتبروه سلطةً قانونيةً وعسكريةً وأمنيةً غير شرعية للنازيين.
لفتت هذه النشاطات انتباه نظام فيشي المعادي لليهود. أُرسلت أجهزة السلطة و«عناصر الأمن» لإجراء عمليات تفتيش داخل المدينة، باء معظمها بالفشل. أدى اعتقال الغيستابو أحد الأفراد إلى مقتل العديد من الشباب اليهود في معسكرات الترحيل. رفض دانيال تروكمي، قريب أندريه من الدرجة الثانية، السماح بإرسال الأطفال الذين آواهم في دار تحت إشرافه بعيدًا دون الذهاب معهم؛ ثم قُبض عليه وتوفي لاحقًا في معسكر اعتقال مايدانيك. عبّر تروكمي عن آرائه عند قيام جورج لاميران، وزير في حكومة فيشي، بزيارة رسمية إلى لو شامبون في 15 أغسطس 1942. أُرسل بعد أيام رجال الدرك الفيشيون إلى المدينة لتحديد مواقع وجود الأجانب «غير الشرعيين». في خضم الشائعات التي أفادت باقتراب اعتقال تروكمي، حثّ الأخير أبناء أبرشيته على «تنفيذ مشيئة الله، وليس مشيئة الرجال». تطرق أيضًا إلى المقطع التوراتي، سفر التثنية 19:2-10 الذي يتحدث عن حق المضطهدين في المأوى. لم ينجح رجال الدرك في مهمتهم، وغادروا المدينة في نهاية المطاف.
قُبض على أندريه تروكمي مع إدوارد ثيس ومدير المدرسة الحكومية روجر دارسيساك في فبراير 1943، وأُرسلوا إلى سان بول ديجو، وهو معسكر اعتقال بالقرب من ليموج، ليُطلق سراحهم بعد أربعة أسابيع مع الضغط عليهم لتوقيع التزام بالامتثال لجميع الأوامر الحكومية، الأمر الذي رفضه تروكمي وثيس دون التأثير على حريتهما. تواريا عن الأنظار عبر الاختفاء تحت الأرض حيث أمكن لتروكمي استئناف جهوده في سبيل الإنقاذ وتأمين الملاذ بمساعدة العديد من الأصدقاء والمتعاونين.
بعد الحرب، شغل تروكمي منصب سكرتير أوروبي في زمالة الوفاق الدولية. أنشأ أندريه وماغدا بالتعاون مع المينونات مجموعة إيرين في المغرب خلال ثورة التحرير الجزائرية، لمساعدة معارضي الخدمة العسكرية الفرنسيين.
أمضى أندريه سنواته الأخيرة كقسٍّ للكنيسة البروتستانتية في جنيف، حيث توفي. دفن أندريه وماغدا في لو شامبون سور لينيون.